# 武汉地铁科普馆

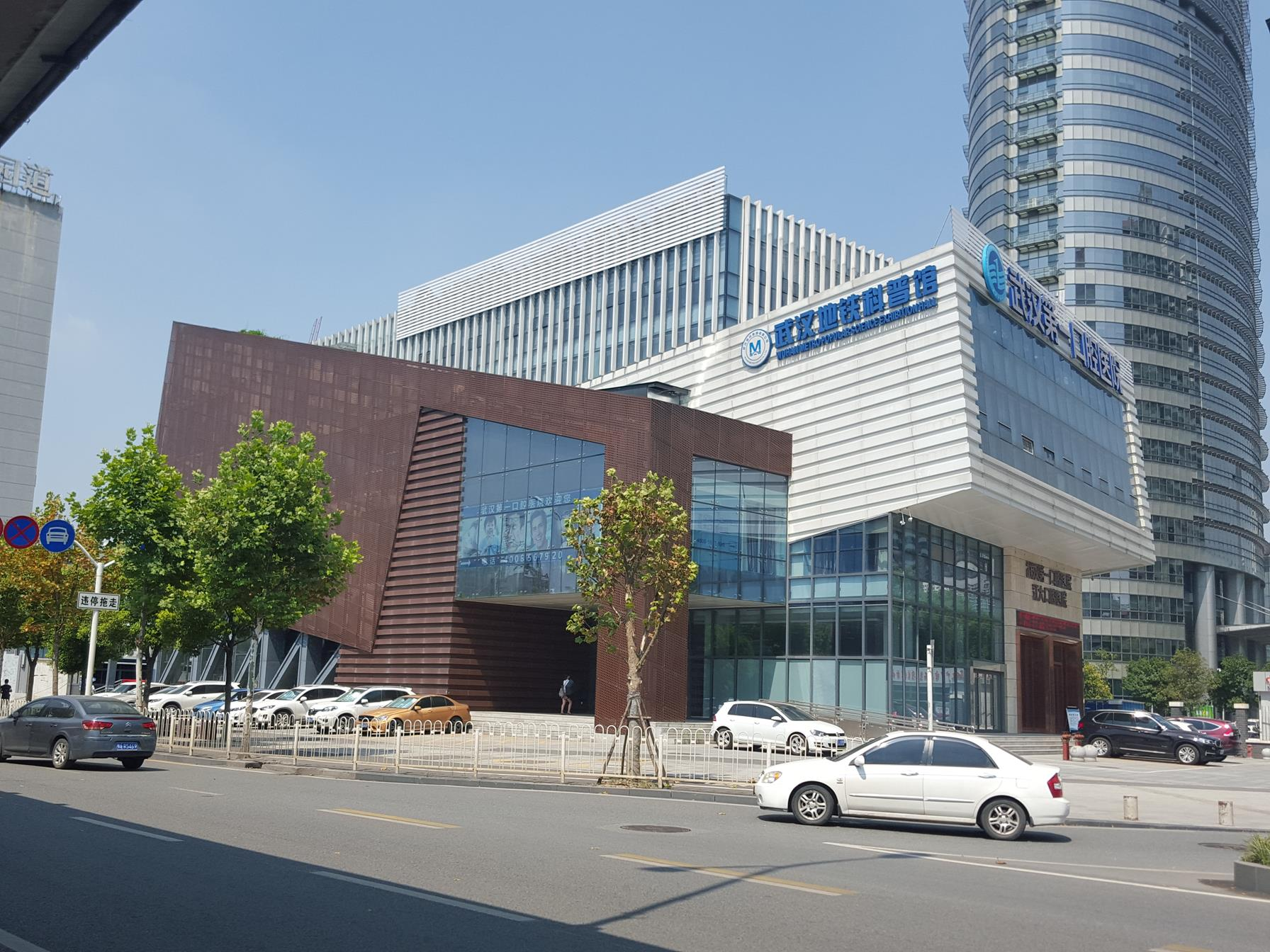
武汉地铁科普馆

武汉地铁科普馆是位于中国武汉的一家展示武汉地铁建设历史和文化的轨道交通博物馆，位于武汉地铁2号线王家墩东站D1出口。

## 历史
2013年12月27日，武汉地铁科普馆开馆，是全国继沈阳之后开设的第二家地铁科普馆。

## 内容
- 武汉地铁建设历史和文化。
- 世界各地地铁建设历史和文化。[5]
- 城市轨道交通的历史。
- 地铁科学知识。
- 虚拟驾驶、模拟运营控制中心、隧道逃生模拟、浓烟体验区等。[4]